# Perseverance (rover)
Perseverance is een Marsrover ontworpen om de Jezero-krater op Mars te onderzoeken. NASA's Mars 2020-missie omvat deze rover en de Marshelikopter Ingenuity. De rover is succesvol geland op 18 februari 2021.

## Doel
De Jezero-krater was 3,9 miljard jaar geleden een meer met rivieren voor de aan- en afvoer van water, en zou microfossielen kunnen herbergen in de rotsen en de bodem. Het doel van Perseverance is onder andere het verzamelen van bodemmonsters. Met een vervolgmissie rond 2030 zullen deze monsters teruggebracht worden naar de Aarde.

## Ontwerp

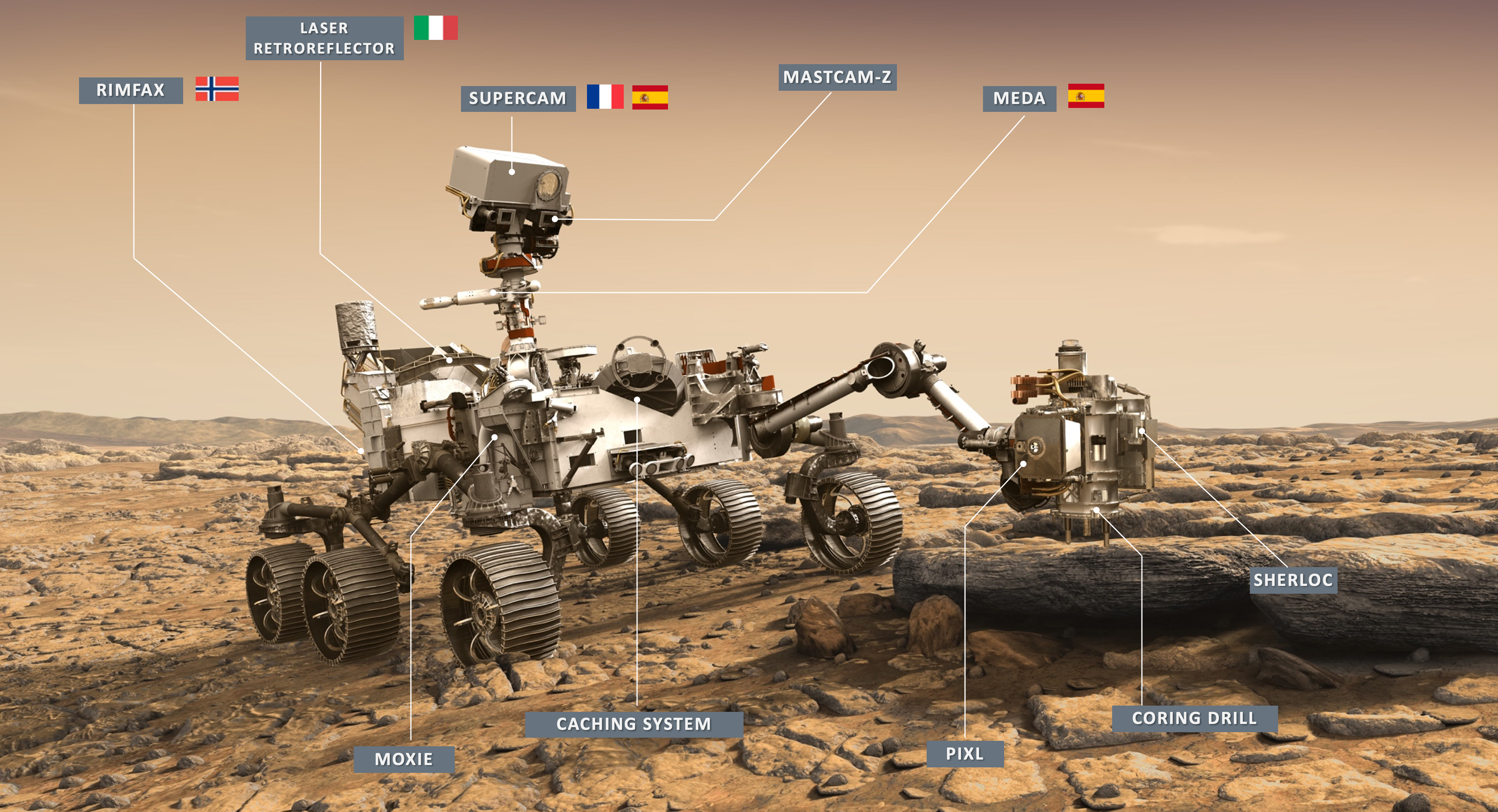
Diagram van Perseverance's instrumenten

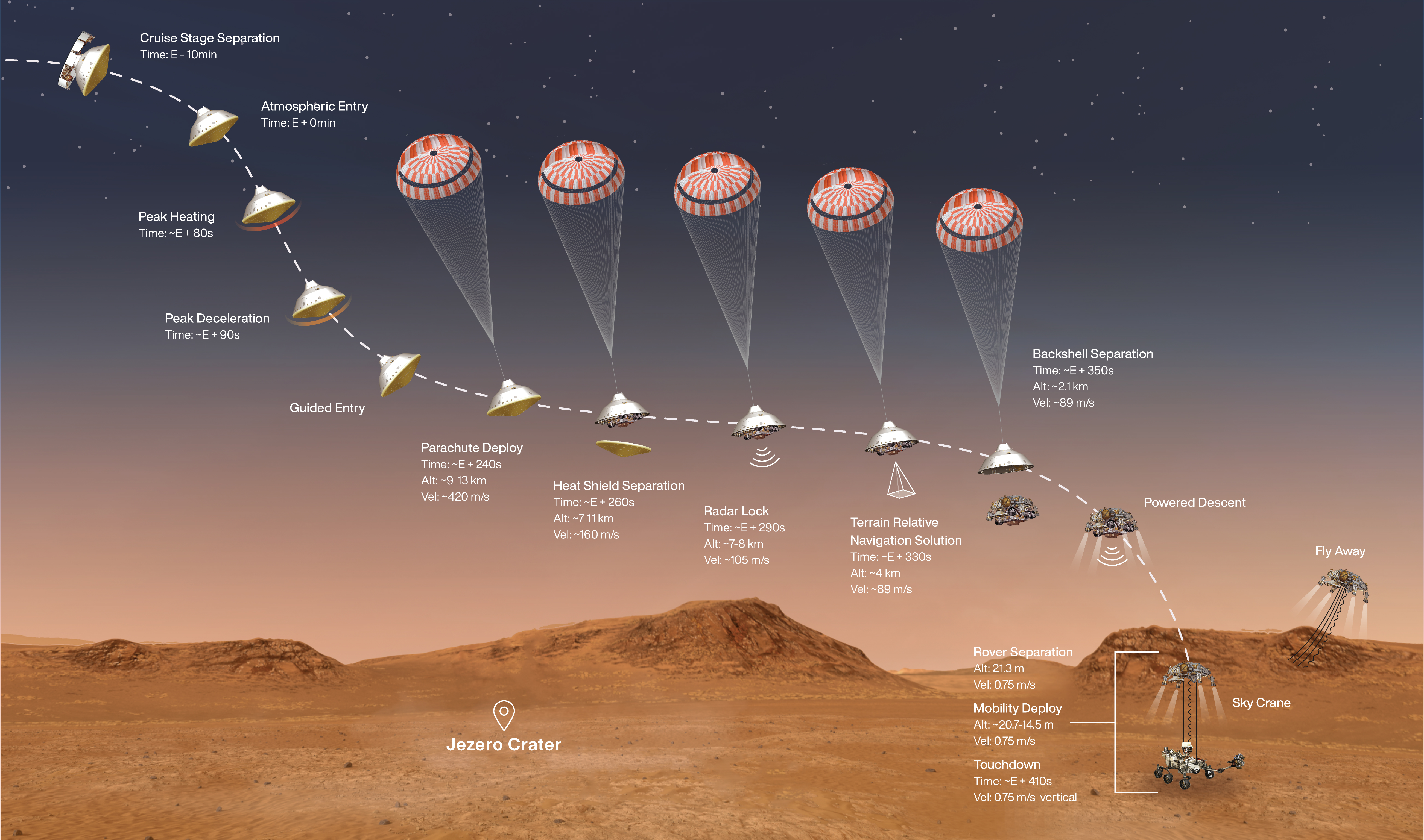
Landingsprofiel op Mars

De Marsrover Curiosity diende als startpunt voor het ontwerp van Perseverance. Dat gold voor zowel het landingssysteem als de rover zelf. Het landingssysteem is echter op enkele punten verbeterd. Zo kon de software de remkracht van de parachute van de afdaalcapsule licht aanpassen. Ook kon de skycrane-module autonoom een geschikte landingsplaats uitzoeken met behulp van zijn radar en geautomatiseerde beeldanalyse. Zodoende kon de rover op een andere plaats neergezet worden bij een potentiële afwijking in de binnenkomst van de atmosfeer van Mars. De zes wielen van Perseverance hebben een nieuw ontwerp en profiel omdat er bij Curiosity al na een jaar gaten in de wielen begonnen te verschijnen.
Uitgezonderd de lancering, werd de reis naar Mars vanuit de boordcomputer van Perseverance aangestuurd. De boordcomputer van de skycrane kreeg pas na het doorsnijden van de kabels een aansturende functie. Die functie was het zo snel en zo ver mogelijk weg vliegen van Perseverance, zonder de rover met zijn raketten te beschadigen.

### Instrumenten
De rover is voorzien van zeven instrumenten:
- Mastcam-Z: een geavanceerd camerasysteem voor het bestuderen van oppervlaktemineralen.
- MEDA: een sensorsuite voor het meten van temperatuur, windsnelheid, windrichting, druk, vochtigheid en stof.
- MOXIE: een experimentele technologie waarmee zuurstof onttrokken wordt uit de atmosfeer van Mars.
- PIXL: een RXL-spectrometer om chemische elementen te identificeren en een camera die close-upfoto's maakt van gesteente en grondtexturen.
- RIMFAX: een bodemradar die de geologie onder het oppervlak tot 10 meter diep in kaart brengt.
- SHERLOC: een ultraviolette Raman-spectrometer die samen met een UV-laser en een camera, organische stoffen en mineralen kan detecteren die veranderd zijn door water.
- SuperCam: een instrumentensuite voor het onderzoeken van gesteente en aarde naar chemische verbindingen. De suite bestaat uit een camera, laser en spectrometers.

## Verloop van de missie

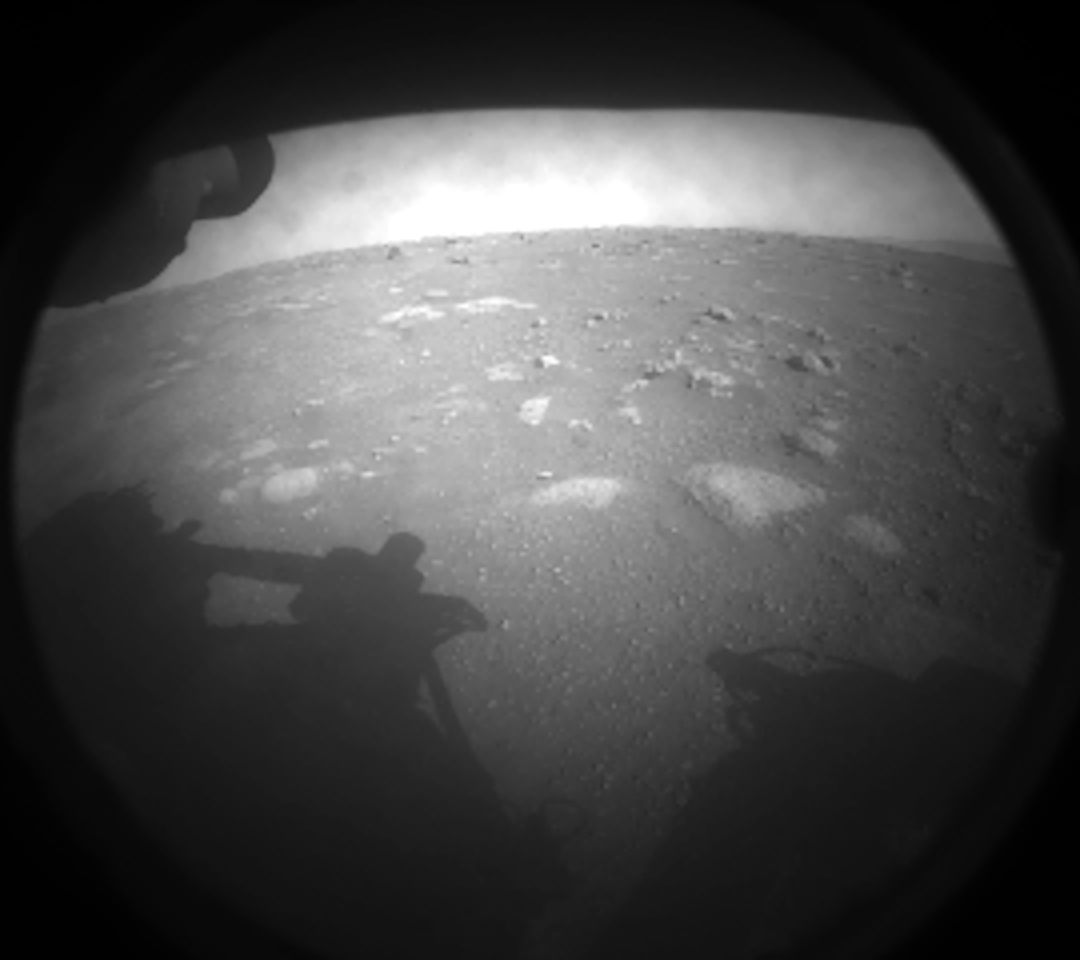
Eerste foto genomen door de rover

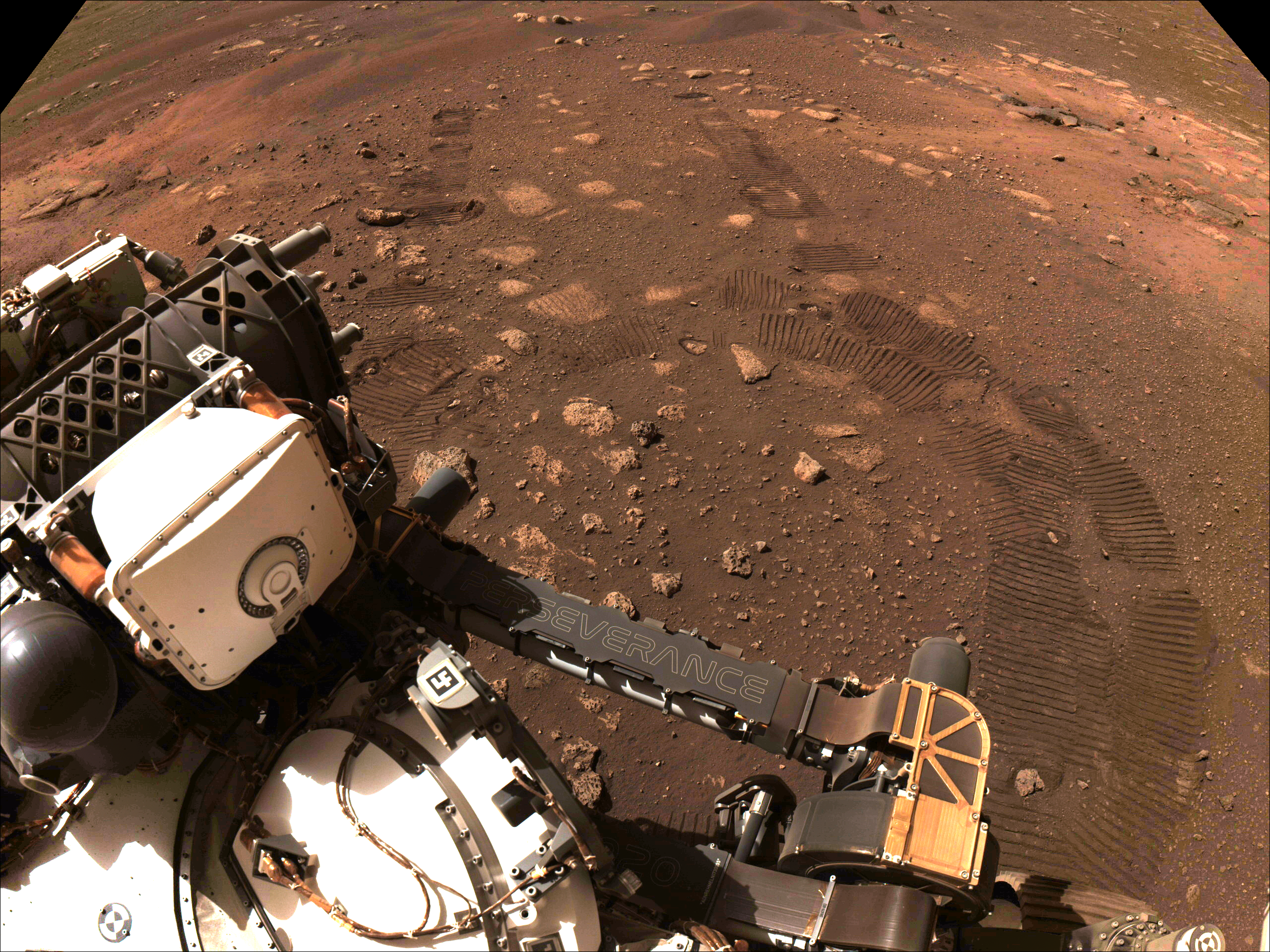
Eerste meters gereden op Mars

Op 30 juli 2020 werd de rover gelanceerd aan boord van een Atlas V541-raket vanaf Lanceercomplex 41 van Cape Canaveral Space Force Station, in Florida. Op 18 februari 2021 landde de rover op Mars. Vervolgens werd op 6 maart 2021 in een half uur een afstand van 6,5 meter afgelegd. De landingslocatie van Perseverance is door NASA vernoemd naar sciencefictionschrijfster Octavia E. Butler.
De missie van Perseverance zal minimaal twee jaar duren maar een exacte levensduur is nooit genoemd. In totaal worden meer dan 40 testbuisjes verzameld en klaargezet voor de Sample Return Mission.. Begin februari 2022 heeft NASA een contract afgesloten met Lockheed Martin om bodemmonsters van Mars met de Mars Ascent Vehicle (MAV) naar de aarde te brengen. Die missie zal in ieder geval niet voor 2026 plaatsvinden. Als de MAV na het ophalen van de bodemmosters weer in een baan rond Mars terecht is gekomen zal deze worden opgepikt door een ruimteschip van het Europees Ruimteagentschap (ESA) en terugkeren naar Aarde.

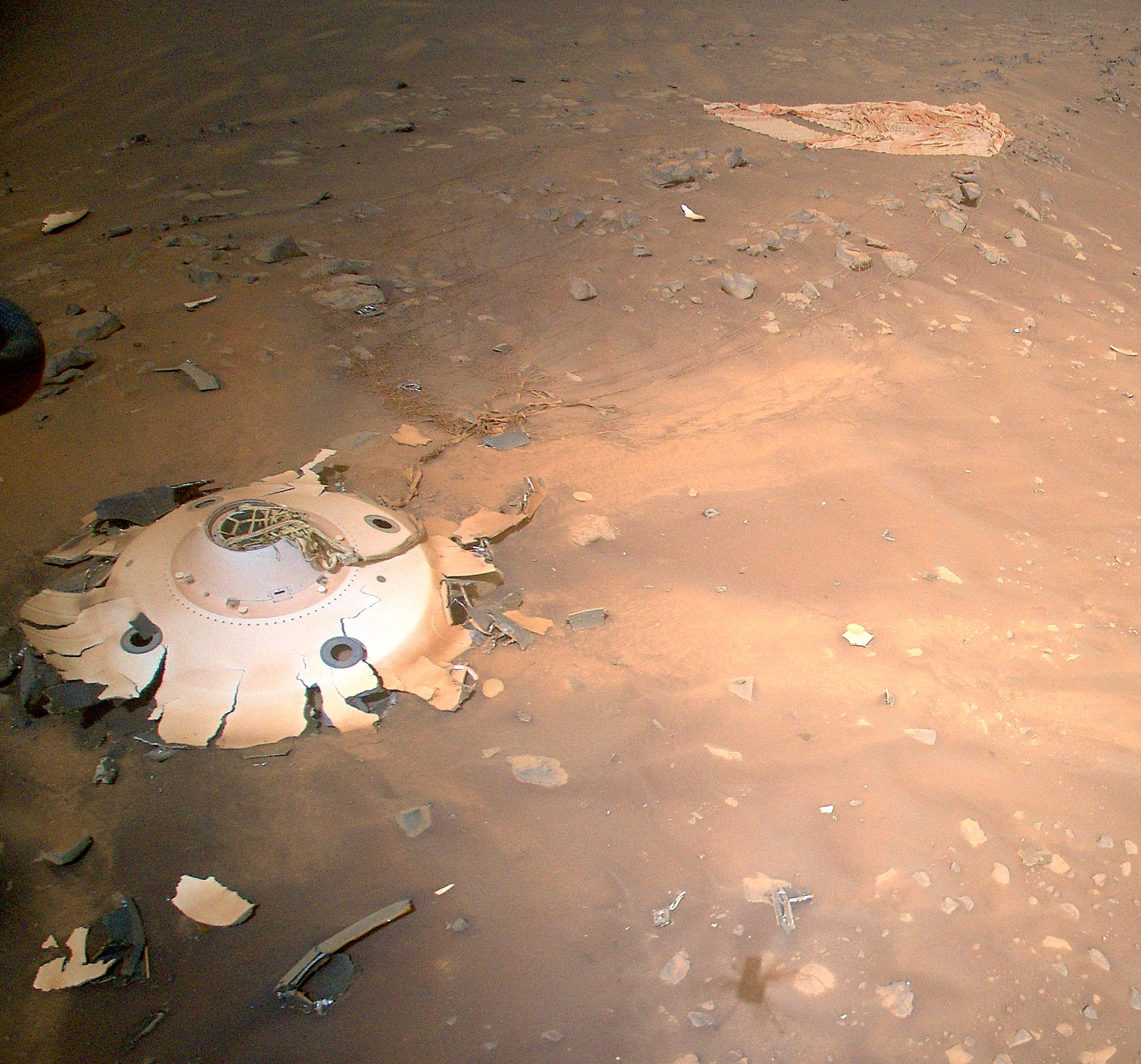
Parachute en ‘back shell’ gebruikt door Perseverance

Tijdens de 26e vlucht van Ingenuity op 19 april 2022 fotografeerde de helikopter de parachute en ‘back shell’ die zijn gebruikt door Perseverance op 18 februari 2021 tijdens de landing naar de Jezero-krater op Mars.
Het gebruiken van verbeterde wielen op Perseverance wierp zijn vruchten af. Na ruim drie jaar is er nog nauwelijks schade aan het contactoppervlak te zien.
Op 12 november 2024 bereikte Perseverance de top van de rand van de Jezerokrater. Hiervoor had deze 500 hoogtemeters op steil terrein bedwongen.